# 蔡詠竹
蔡詠竹（1951年—2021年12月14日），臺灣嘉義縣布袋鎮人，在花蓮縣創立東鉦汽車公司，並於吉安鄉、秀林鄉作公益。

## 生平
蔡詠竹生於嘉義縣布袋鎮，搬至花蓮縣吉安鄉永安村居住，與李美順生三子女。1988年，他創立東鉦汽車，任董事長，作為花蓮地區的福特汽車總經銷。
蔡詠竹有多個公益身分，如吉安鄉調解委員、吉安扶輪社長、慈濟基金會榮董、花蓮慈雲宮總幹事等。因他會要求公司省電，東鉦員工曾稱他「鐵公雞」，但他是將省錢做員工福利、或捐贈慈善單位。對蔡詠竹行善的原因，其家人說，蔡詠竹是心腸很軟的性情中人，聽到需要救助，便出手捐助。如1999年10月7日，他捐娃娃車給秀林鄉、廿萬元善款給吉安鄉公所。2001年7月7日，他為九二一地震希望工程，捐一百萬元給慈濟功德會。他在吉安鄉、秀林鄉做的善事，因屬默默行善，是經鄉長口述才傳揚開來。
在經營方面，為與民間的保養場競爭，東鉦汽車設立了窗明几淨的咖啡廳，讓等車保養、修好的消費者可休息，遂獲得福特Quality Care認證。在同行擁戴下，蔡詠竹成立了花蓮縣汽車商業同業公會，任其第一、二屆理事長、榮譽理事長；此外還任台灣省汽車商業同業公會聯合會常務理事。
2021年12月14日，蔡詠竹去世，享壽71歲，葬於吉安鄉慈雲山公墓。